# Hinterhauptlymphknoten

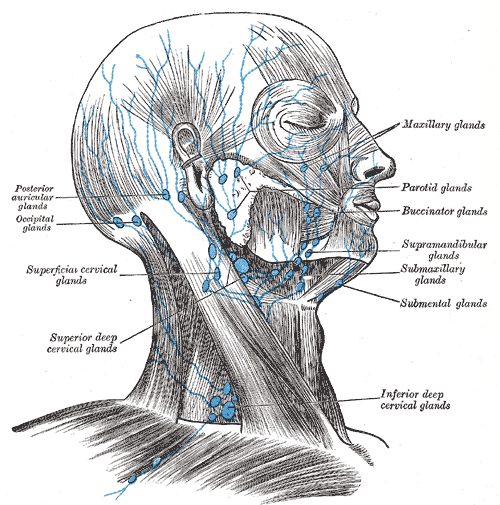
Kopf- und Halslymphknoten des Menschen, Hinterhauptlymphknoten hier als occipital glands bezeichnet.

Die Hinterhauptlymphknoten (Nodi lymphoidei [Nll.] occipitales) sind eine Gruppe von zwei bis drei Lymphknoten am Hinterkopf des Menschen, oberhalb des Ansatzes des Musculus semispinalis capitis. Das Einzugsgebiet (tributäre Gebiet) sind das Hinterhaupt und der Nacken. Der Lymphabfluss erfolgt zu den tiefen Halslymphknoten.